# ضبط التاريخ بطريقة الإقحام
الإقحام أو الكَبس أو سد الفراغ في ضبط التاريخ هو إدخال طفرة (قفزة) يومية أو أسبوعية أو شهرية في بعض التقويمات السنوية لجعل التقويم مزامناً للمواسم أو لمراحل القمر. قد تتطلب التقويمات الشمسية إضافة أيام وشهور سوية لتضبط. 

## التقويمات الشمسية
لا تحتوي السنة الشمسية أو التقليدية عددا كاملا من الأيام (فهي نحو 365.24 يوما)، ولكن يجب أن تتكون السنة التقويمية من عدد كامل من الأيام. الطريقة الأكثر شيوعا للتوفيق بين الاثنين هو تغيير عدد الأيام في السنة التقويمية. 
يجري ذلك في التقويمات الشمسية عن طريق إضافة يوم إضافي إلى عام متعارف من 365 يوما («يوم قفزة» أو «يوم مقحم») في كل أربع سنوات، مما يتسبب بما يسمى «سنة كبيسة» ليصبح لدينا 366 يوما (يوليانياً، غريغورياً/ميلادياً). 
مرسوم «كانوب»، الذي صدر عن الفرعون بطليموس الثالث في مصر القديمة في 239 قبل الميلاد هو مرسوم لعمل يوم قفزة (طفرة) شمسية. 
ولم يعتمد على سنة كبيسة مصرية حتى عام 25 قبل الميلاد، عندما وضع الإمبراطور الروماني أوغسطس  بنجاح التقويم الإسكندري المعدل. 
في التقويم اليولياني كما في التقويم الغريغوري (الميلادي) فيحدث الإقحام عن طريق إضافة يوم إضافي إلى فبراير/شباط في كل سنة كبيسة. في التقويم اليولياني يحدث ذلك كل أربع سنوات. أما في الميلادي، فتستثنى السنوات القابلة للقسمة على 100 لكن ليس 400 في أجل تحسين الدقة.
وهكذا، كان عام 2000م سنة كبيسة بينما 1700 و1800 و1900 لا !
أيام الـ ضبط التاريخ بطريقة الإقحام هي أيام في التقويم الشمسي خارج أي شهر نظامي. تدرج عادة خمسة أيام ضبط التاريخ بطريقة الإقحام في كل عام من السنة (المصرية والقبطية والإثيوبية، المايا هاب وتقويم الجمهورية الفرنسي) ولكن يقحم اليوم الـضبط التاريخ بطريقة الإقحام السادس كل أربع سنوات في بعض التقويمات (القبطية، والتقويمات الجمهورية الإثيوبية والفرنسية).

ويشمل التقويم البهائي أيام ضبط التاريخ بطريقة الإقحام كافية (عادة 4 أو 5) قبل آخر الشهر «علاء» للتأكد من أن العام التالي يبدأ مع الاعتدال في آذار/مارس. وتعرف هذه باسم «أيام الهاء». 

## التقويمات القمرشمسية[4]
ليس في السنة الشمسية عددا كاملا من الشهور القمرية (فهي نحو 12.37 قمراً) ويجب أن يكون التقويم القمرشمسي عدد متغير من شهور السنة. السنوات العادية (النظامية) فيها 12 شهرا ولكن سنوات الــembolismic تضيف شهراً ثالث عشر كل سنتين أو ثلاث (انظرالقمر الأزرق).
سواء بإدراج الشهر المقحم في دورة عادية مثل 19  سنة الميتونية (التقويم العبري) أو باستخدام حسابات من مراحل القمر (التقويمات القمرية الهندوسية والصينية).
ويضيف التقويم البوذي  يوم مقحم وشهر في دورة ميتونية منتظمة على حد سواء. 
(بعض المصطلحات الإنكليزية لا يوجد لها ترجمة بالعربية، عذراً)

## التقويمات الإسلامية
التقويم الإسلامي عادة ما يكون 12 شهرا قمريا تتناوب أشهره ما بين 30 و29 يوما كل عام، ولكن يُضاف يوم مقحم في الشهر الأخير من العام 11 مرة خلال دورة لمدة 30 عاما. كما ربط بعض مؤرخي ما قبل الإسلام الإقحام ب النسيء 
(انظر صفحة النسيء)  
ويستند التقويم الهجري على الحسابات الشمسية ويشبه التقويم الغريغوري (الميلادي) في هيكله وبالتالي بالإقحام، باستثناء أن تأريخ العام بدأ مع الهجرة. 

## قفزة (طفرة) ثانية
الهيئة الدولية لدوران الأرض والنظم المرجعية يمكنها إدراج أو إزالة قفزة (إقحام) ثاني من آخر يوم من أي شهر (يونيو وديسمبر يفضلان).  يُوصف هذا في بعض الأحيان بإقحام. 

## استخدامات أخرى
أيزو 8601 تشمل مواصفات لسنة من 52 أسبوعا. كل سنة فيها 53 خميس، فيها 53 أسبوع وهذا الإسبوع الإضافي يمكن عده مقحمًا